# Wąsosz (gmina Konopiska)
Wąsosz – wieś w Polsce położona w województwie śląskim, w powiecie częstochowskim, w gminie Konopiska.

## Historia
Wieś leży w Częstochowskim Obszarze Rudonośnym. w roku 1589 istniała tu kuźnica "Wąsosze" własność Konopków, w 1620 roku wykupiona przez Marszałka wielkiego koronnego, starostę krzepickiego i olsztyńskiego Mikołaja Wolskiego, w 1631 roku opuszczona.  
W 1782 roku wieś podlegała pod parafię w Konopiskach (filię parafii św Zygmunta w Częstochowie). 
W Królestwie Polskim wieś wchodziła w skład dóbr rządowych ekonomii Poczesna, jednej z pięciu w regionie częstochowskim. W 1854 roku miała powierzchnię 710 mórg. 
W latach 1935–1936 na granicy z Nieradą działała odkrywkowa kopalnia rud żelaza "Piast". 
W latach 1975–1998 miejscowość należała administracyjnie do województwa częstochowskiego.